# Шкала Прадера
Шкала Прадера или стадирование Прадера — система грубой оценки степени вирилизации половых органов человека, сходная со шкалой Куигли.
Шкала в первую очередь относится к маскулинизации женских половых органов в случаях врождённой гиперплазии коры надпочечников (ВГКН) и выделяет пять ясно различимых стадий, но в последнее время используется для описания диапазона дифференциации половых органов, при которой нормальный внешний вид их у младенцев изображается на каждом из концов шкалы: женских слева (0), а мужских справа (6).
Названа в честь своего создателя швейцарского детского эндокринолога Андреа Прадера.

## Стадирование

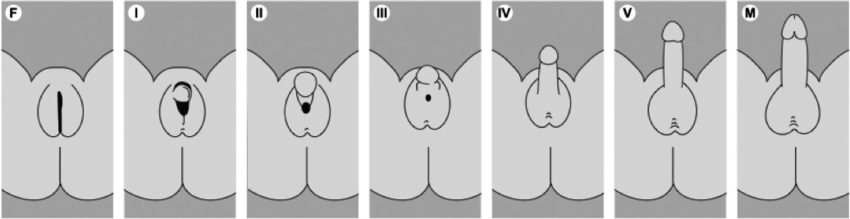
Шкала Прадера

- Младенец на стадии 0 будет считаться имеющим нормальные женские наружные половые органы[4].
- Стадия 1 демонстрирует несколько увеличенный клитор и чуть уменьшенный размер наружного отверстия влагалища. Эта степень может остаться незамеченной или может просто считаться находящейся в пределах вариаций нормы.
- На стадии 2 гениталии имеют явные внешние аномалии: фаллос промежуточного размера и небольшое наружное отверстие влагалища с отдельным наружным отверстием уретры. Задняя спайка половых губ будет присутствовать.
- Стадия 3 показывает дальнейшее увеличение фаллоса, с единым урогенитальным синусом и практически полное сращение половых губ.
- Стадия 4 имеет более мужской фенотип, чем женский, с пустой мошонкой и фаллосом, имеющим размер нормального пениса, но не совсем достаточно свободным от промежности для притягивания на живот в направлении к пупку (то есть то, что называется искривлением полового члена у мужчин). Единое небольшое выходное отверстие уретры/влагалища у основания или на теле фаллоса будет считаться гипоспадией у мужчин. Рентгеновские снимки после инъекции красителя в это отверстие демонстрируют внутреннюю связь с верхней частью влагалища и матки. Это общее отверстие может предрасполагать к обструкции тока мочи и инфекции.
- Стадия 5 обозначает полную маскулинизацию, с нормально сформированным половым членом с уретральным отверстием на вершине головки или вблизи. Мошонка нормально сформирована, но пуста. Внутренние органы малого таза включают в себя нормальные яичники и матку, а влагалище соединено внутри с уретрой, как на стадии 4. Внешние признаки пола у таких младенцев не выглядят неоднозначными, и этих детей обычно считают мальчиками с неопущением яичек. В большинстве случаев диагноз ВГКН не предполагается, пока через неделю не разовьются признаки потери соли.
- Этап 6 демонстрирует нормальный мужской фенотип, без гипоспадии и с нормальными яичками[5][6][7].

## Общественное обсуждение
Хотя шкала создавалась как система классификации «аномальных» половых органов, представление о том, что атипичные половые органы обязательно аномальны, оспаривается. Рекомендация швейцарского Национального консультационного центра по вопросам биомедицинской этики гласит, что «нередко» отклонения от норм могут не быть патологическими и не требовать лечения. Аналогично, доклад одного из комитетов австралийского Сената по вопросу о принудительной стерилизации определил, что научные исследования «относительно „адекватных“ или „нормальных“ половых органов, особенно у женщин, вызывают некоторые тревожные вопросы», в том числе относительно предпочтений врачей под влиянием их специализации и пола.

## Связанные понятия
Существуют многочисленные клинические шкалы и измерительные системы для определения половых органов в качестве нормальных мужских или женских либо «аномальных», включая орхидометр, шкалу Куигли и сатирический фалл-о-метр.